# Vetto
Vetto ist eine italienische Gemeinde (comune)  in der Provinz Reggio Emilia in der Emilia-Romagna.

## Lage und Einwohner
Die Gemeinde liegt etwa 50 Kilometer südlich von Parma an der Enza. Vetto grenzt unmittelbar an die Provinz Parma. Die Gemeinde hat 1779 Einwohner (Stand 31. Dezember 2023).

## Verkehr
Durch Vetto führt die frühere Strada Statale 513 di Val d'Enza (heute die Provinzstraße SP513R) von Parma kommend Richtung Castelnovo ne’ Monti.